# نیکول بهاری
نیکول بـِهاری (انگلیسی: Nicole Beharie ‎/bɪˈhɑːri/‎؛ زادهٔ ۳ ژانویهٔ ۱۹۸۵) یک هنرپیشه اهل ایالات متحده آمریکا است. او از سال ۲۰۰۸ میلادی تاکنون مشغول فعالیت بوده‌است.

## گزیدهٔ آثار

### سینما
- ۴۲ (۲۰۱۳)
- شرم (۲۰۱۱)

### تلویزیون
- قانون و نظم: واحد قربانیان ویژه (۲۰۱۲)
- همسر خوب (۲۰۱۱)